# Cinfães
Cinfães é uma vila portuguesa localizada no Distrito de Viseu e estando atualmente integrada na sub-região Tâmega e Sousa da região Norte. 
É sede do Município de Cinfães que tem uma área total de 239,29 km2, 17 730 habitantes em 2021 e uma densidade populacional de 74 hab./km2, subdividido em 14 freguesias. O município é limitado a norte pelos municípios de Marco de Canaveses e Baião, a leste por Resende, a sul por Castro Daire e Arouca e a oeste por Castelo de Paiva.
A sua história está ligada aos cavaleiros templários que aqui possuiram fortalezas, como a Torre da Chã ou a Torre dos Pintos, e também à história da infância de El-Rei D. Afonso Henriques e seu aio Egas Moniz.
Possui um importante património edificado, destacando-se as igrejas românicas, como a Igreja de São Cristóvão de Nogueira; a Igreja da Senhora de Cales ou Cádiz, entre muitas outras.

## História

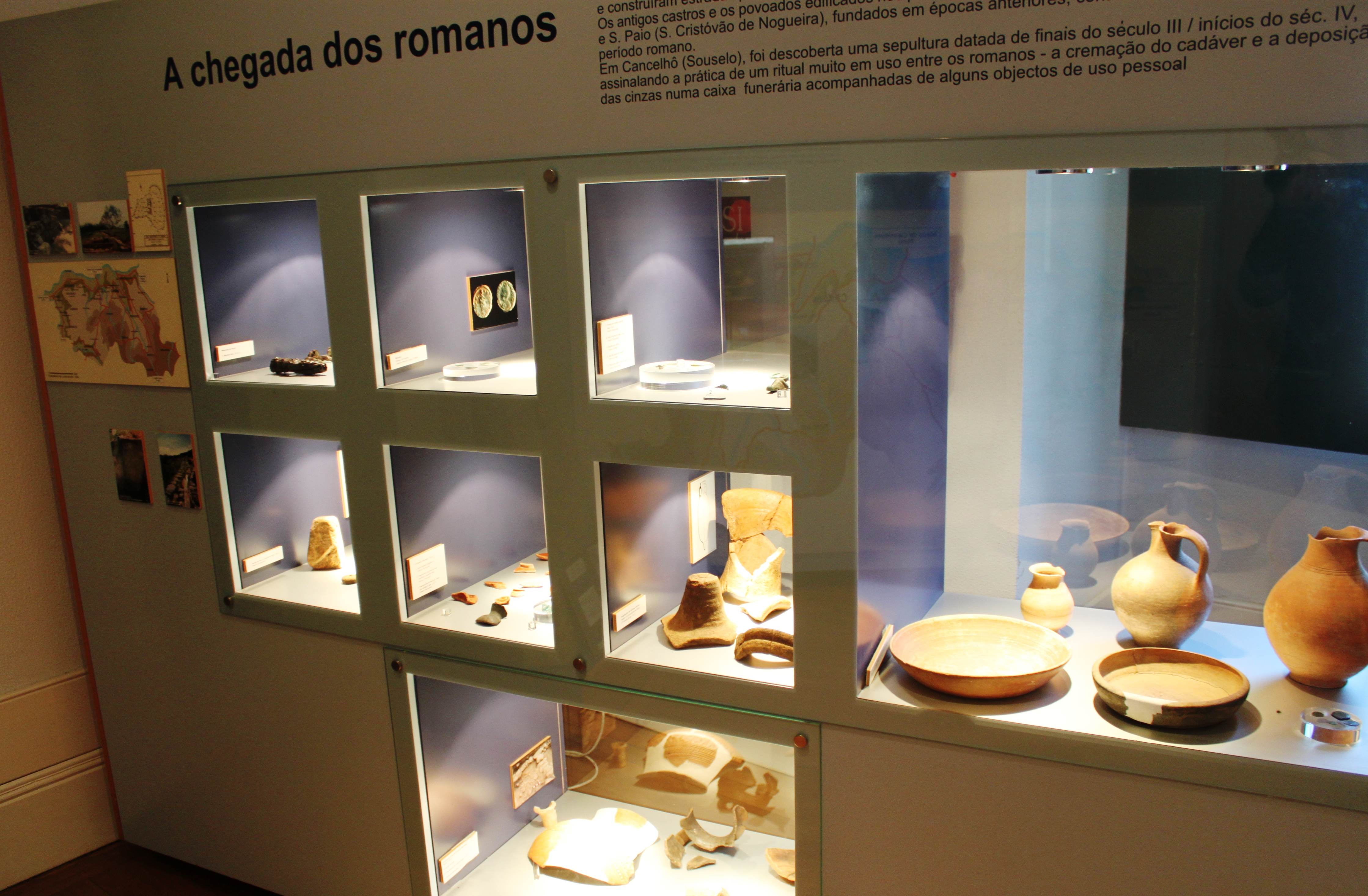
A chegada dos Romanos - Cinfães

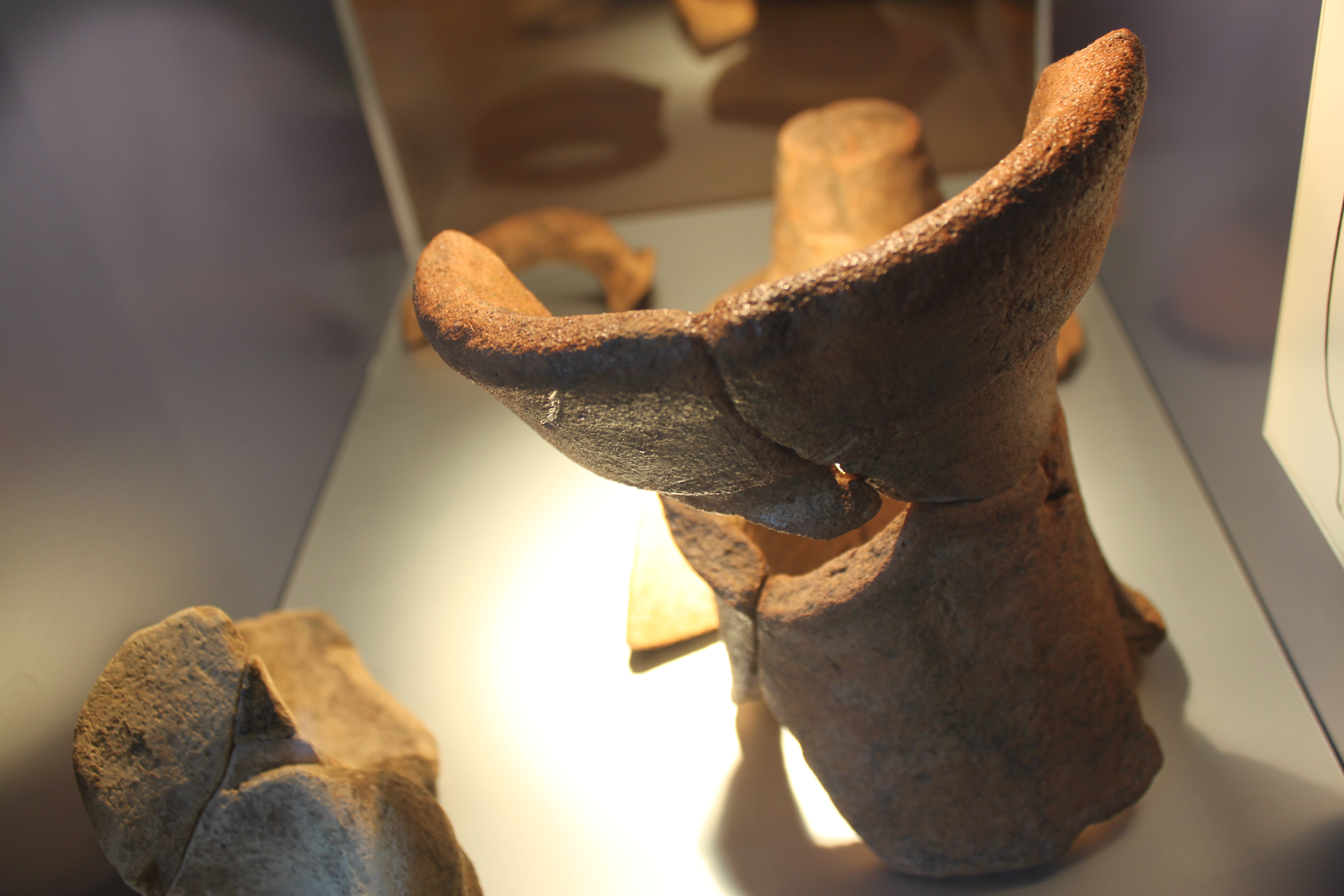
Vestígios Arqueológicos - Cinfães

Com raízes na pré-história, a evidência populacional de Cinfães tem por base o período pré-celta do Paleolítico (época da pedra lascada), com povos nómadas de origem africana: capsenses e berberes, que se espalharam pela Ibéria e deixaram vestígios de valor na área do município.
Pelos séculos IX e VIII a.C., dá-se a primeira ocupação celta de cuja mistura com povos assentes, resultam os lusitanos da idade do ferro, que se deslocam para as montanhas a fim de se fixarem em posições estratégicas de protecção às constantes invasões.
É nestas encostas do concelho que ainda hoje se encontram os inúmeros castros seculares de origem megalítica.
No século VI a.C., com o rio Douro como rota comercial para o mercado grego, chegam os hispânicos que, pela vantagem comercial do rio, rapidamente perderam o território para os romanos. É nesta fase que crescem os primeiros povoados em forma de vilas e cidades, todos interligados por estradas e pontes medievais que ainda hoje se encontram em bom estado de conservação no concelho.
É no ano de 409 d.C., que surgem os novos bárbaros, suevos, alanos e vândalos, e em 456, iniciam as guerras com os visigodos que têm por objectivo a tomada do território Ibérico. Também em 711 aparecem alguns vestígios árabes que apenas alteram definições de toponímia – pelo que se acredita não ter havido interesse na tomada da região.
A história alti-medieval documentada reporta-se ao século X como ponto alto da cronologia de Cinfães, tendo como elemento mais importante Santiago de Piães.  Pela marca do território na sua vida, Afonso Henriques acaba por deixar parte dos seus bens à Herdade Real de Tarouquela – freguesia de Cinfães.
Dos seguintes pontos importantes, sublinham-se as inquirições de D. Afonso III (1258) e D. Diniz (1288), e o Foral entregue por D. Manuel I em Lisboa, em 1 de Maio de 1513. A comarca de Cinfães foi mais tarde criada por decreto de 24 de Outubro de 1855 com as freguesias do seu concelho e as de Sanfins da Beira – então extinto.
Das personagens cinfanenses distinguidas ao longo dos tempos, a que mais se destacou na história nacional foi Serpa Pinto – natural de Tendais. Militar de carreira, foi escolhido para liderar uma expedição científica a África, que teria como objetivo atravessar o Continente Africano desde o Atlântico até ao Índico – que superou com o maior sucesso europeu, tendo sido reconhecido pelo seu valor para a sociedade geográfica e respectivo conhecimento/cartografia do território até então por descobrir.

## Evolução da população do município
★ Os Recenseamentos Gerais da população portuguesa tiveram lugar a partir de 1864, regendo-se pelas orientações do Congresso Internacional de Estatística de Bruxelas de 1853. Encontram-se disponíveis para consulta no site do Instituto Nacional de Estatística (INE). 
(Obs.: Número de habitantes "residentes", ou seja, que tinham a residência oficial neste município à data em que os censos  se realizaram.)
| Número de habitantes por grupo etário | Número de habitantes por grupo etário | Número de habitantes por grupo etário | Número de habitantes por grupo etário | Número de habitantes por grupo etário | Número de habitantes por grupo etário | Número de habitantes por grupo etário | Número de habitantes por grupo etário | Número de habitantes por grupo etário | Número de habitantes por grupo etário | Número de habitantes por grupo etário | Número de habitantes por grupo etário | Número de habitantes por grupo etário | Número de habitantes por grupo etário |
| ------------------------------------- | ------------------------------------- | ------------------------------------- | ------------------------------------- | ------------------------------------- | ------------------------------------- | ------------------------------------- | ------------------------------------- | ------------------------------------- | ------------------------------------- | ------------------------------------- | ------------------------------------- | ------------------------------------- | ------------------------------------- |
|                                       | 1900                                  | 1911                                  | 1920                                  | 1930                                  | 1940                                  | 1950                                  | 1960                                  | 1970                                  | 1981                                  | 1991                                  | 2001                                  | 2011                                  | 2021                                  |
| 0-14 Anos                             | 9 215                                 | 10 061                                | 9 698                                 | 9 630                                 | 10 822                                | 10 536                                | 9 661                                 | 8 000                                 | 7 602                                 | 5 318                                 | 3 950                                 | 3 022                                 | 2 015                                 |
| 15-24 Anos                            | 4 097                                 | 4 617                                 | 5 059                                 | 5 533                                 | 4 930                                 | 5 414                                 | 4 628                                 | 4 060                                 | 4 285                                 | 4 211                                 | 3 412                                 | 2 435                                 | 1 911                                 |
| 25-64 Anos                            | 10 305                                | 10 769                                | 10 870                                | 12 204                                | 12 030                                | 12 976                                | 12 507                                | 10 420                                | 10 115                                | 10 221                                | 10 924                                | 10 744                                | 9 304                                 |
| = ou > 65 Anos                        | 1 751                                 | 1 664                                 | 1 692                                 | 1 901                                 | 2 395                                 | 2 561                                 | 2 961                                 | 3 295                                 | 3 617                                 | 3 739                                 | 4 138                                 | 4 226                                 | 4 500                                 |

(Obs: De 1900 a 1950 os dados referem-se à população "de facto", ou seja, que estava presente no município à data em que os censos se realizaram. Daí que se registem algumas diferenças relativamente à designada população residente)

A população do município de Cinfães tem vindo a decrescer continuamente desde a segunda metade do século XX, designadamente, a partir da década de 1950 (com cerca de 35400 habitantes), facto que pode ser explicado pelos movimentos migratórios que se foram verificando nos períodos de implementação democrática e liberalização dos mercados. Dos elementos mais significativos da segunda metade do séc. (com perdas na ordem dos 9700) subtrai-se a década de 1990 com decréscimo de cerca de 3700 habitantes.
No âmbito da distribuição espacial, ou seja, a densidade relativa dos habitantes de determinada superfície, o município de Cinfães apresenta uma distribuição heterogénea com tendência de concentração em focos habitacionais rurais e urbanos, com mais atractivos à fixação. Com cerca de 90,4 habitantes por km² (2002), o município de Cinfães tem uma baixa densidade populacional - apontando um território com elevado potencial natural de cariz turístico.

## Geografia
A área do município de Cinfães tem uma configuração trapezoidal com cerca de 238 Km2, delimitados pelos rios Douro (a norte), Paiva (a poente) e Cabrum (a nascente), e a cordilheira da Serra de Montemuro delimita toda a sua extensão a Sul.
Relativamente às classificações de Unidade Territorial, Cinfães faz parte da NUT III do Tâmega e Sousa, onde tem fronteira com os municípios de Baião e Marco de Canaveses (a norte), Resende (a leste), Castro Daire (a sul), Arouca (a sudoeste) e Castelo de Paiva (a oeste). O município de Cinfães, com limites definidos pelo Decreto de 24 de Outubro de 1855, comporta 17 freguesias, com superfícies compreendidas entre os 5,81 e os 38,48 km. Em termos de área por freguesia verificam-se alguns contrastes, sendo disso exemplo o caso de Nespereira que possui uma área cerca de sete vezes maior que a freguesia de Espadanedo.

### Rede Hidrográfica
O concelho de Cinfães é atravessado por vários cursos de água. Vindo da serra da Lapa, o Rio Paiva corre em vale meandrizado. A Este temos o Rio Cabrum, com orientação NWW/SSE, sofrendo um pequeno desvio para Norte, já na parte final do seu vale. Nasce nas proximidades da serra de Montemuro e vai desaguar no rio Douro, na região de Oliveira do Douro. Quase perpendicular ao Rio Douro e com um traçado rectilíneo, orientado segundo o rumo NNW -SSE, corre o Rio Bestança, o maior rio exclusivamente cinfanense. .
Os cursos de água, mercê do clima húmido que a barreira de condensação da Serra de Montemuro lhes proporciona, têm água ao longo de todo o ano. O facto dos leitos dos rios serem na sua maior parte bastante inclinados confere-lhes um regime torrencial, particularmente na época mais chuvosa, sendo os seus caudais mais reduzidos no verão.
Trata-se de uma rede hidrográfica densa, com um traçado rígido, onde predominam duas direcções (NNE/SSW e NW/SE).
Deve-se ainda salientar o aproveitamento hidroeléctrico de alguns destes cursos, nomeadamente do Rio Cabrum e do Rio Douro, onde está construída uma das suas mais imponentes barragens - a Barragem do Carrapatelo.

### Geomorfologia

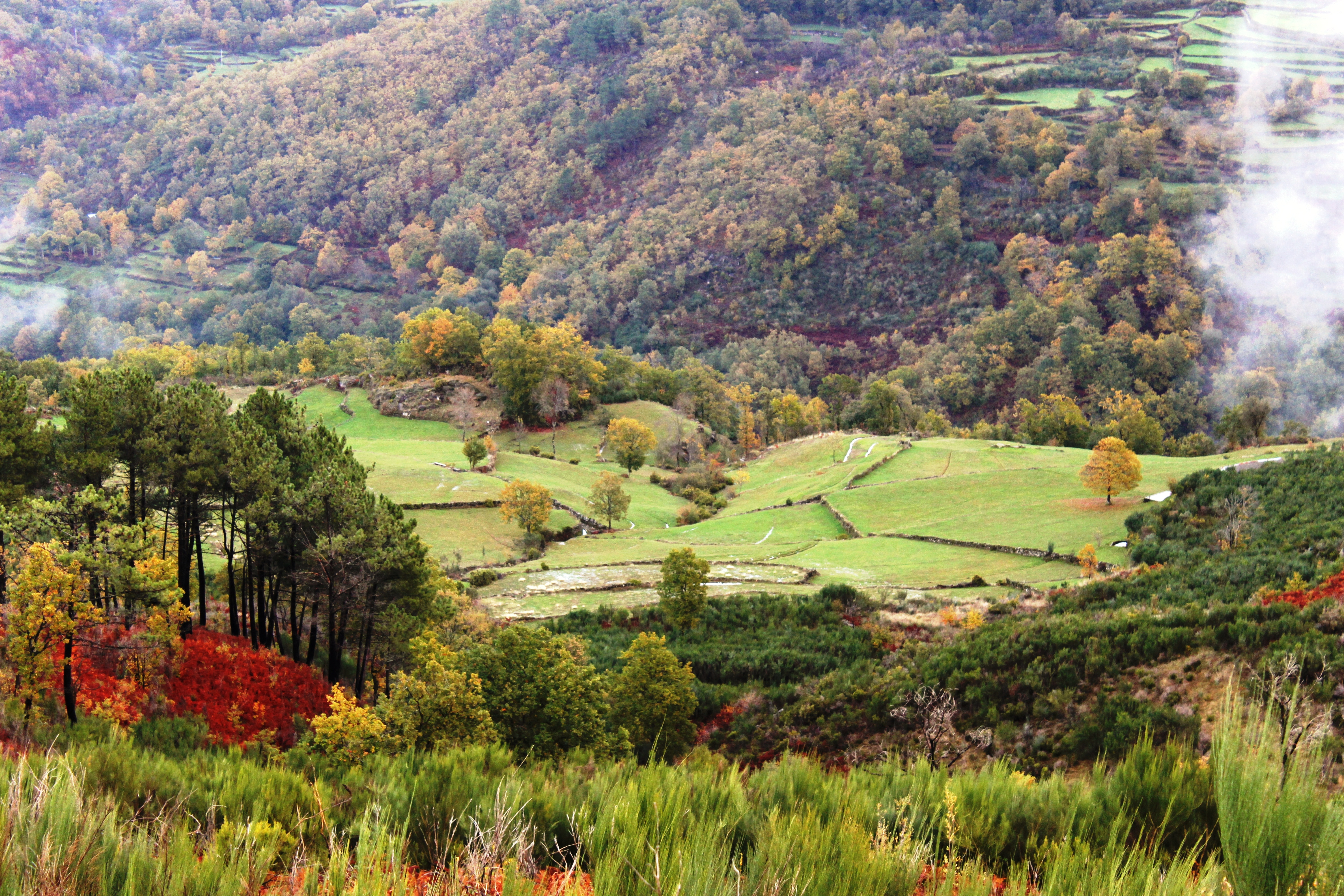
Serra de Montemuro - Cinfães

Área montanhosa e acidentada com relevo vigoroso e vales profundos e encaixados. O grande elemento morfológico da paisagem é a Serra de Montemuro, de constituição essencialmente granítica.
Os blocos de granito de inúmeras formas, destacados da superfície, pelo gelo e degelo, pela acção mecânica das abundantes águas correntes e outros agentes erosivos, caracterizam a aspereza da paisagem do topo da montanha.
Esta serra tem uma configuração nitidamente dissimétrica na direcção norte - sul, sugerindo um balançamento da montanha para o Douro. O relevo contrastado do concelho é constituído por vertentes muito inclinadas, topos aplanados e rechãs alcandoradas sobre os vales.
Observam-se diversos níveis de aplanamento, sendo mais destacados os do lado oriental da serra. Podem-se mesmo distinguir diferentes níveis de aplanamento:
Cimeiros - a altitudes que rondam os 1350m. O seu ponto mais elevado situa-se a 1382m - o Talegre. Daqui se usufrui uma vasta paisagem de extraordinária beleza avistando-se as serras de São Macário, Caramulo, Estrela, as cristas de Leonil, da Sr.ª da Lapa e do Pisco.
Intermédios - constituídos por patamares localizados a 900-1000m de altitude.
Inferiores - a 500-600m de altitude, formados por rechãs que aparecem na margem do rio Cabrum e ao longo do vale do rio Bestança.
A vertente norte da Serra de Montemuro tem um declive da ordem dos 6 a 7%  antes de atingir o vale do Douro, cujas vertentes se iniciam por volta dos 500m.
A vertente sul é mais íngreme, primando quase pela ausência de patamares, entre o cimo e o vale do Paiva. O declive atinge valores médios na ordem dos 18%.

### Hipsometria

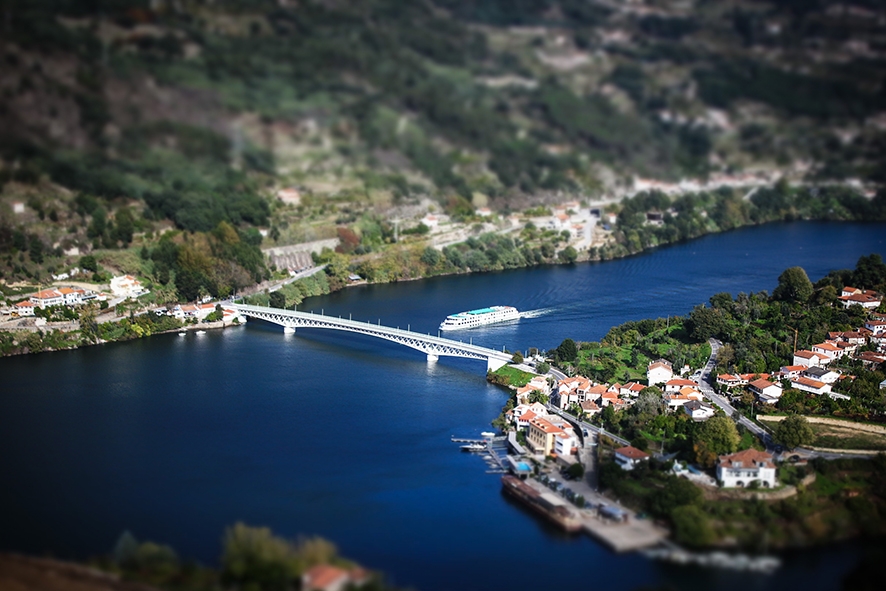
Miradouro de Teixeirô - Foz do Bestança e Rio Douro

O concelho de Cinfães é uma área serrana. Os seus dois grandes traços morfológicos são o volumoso maciço montanhoso que compõe a Serra de Montemuro, cujo cume atinge os 1382 metros e o vale do Douro que limita o concelho a norte. Dispostos de Oeste para Este localizam-se ainda os vales do Paiva, do ribeiro de Piães, do ribeiro de Sampaio, do Bestança e do Cabrum.
O Rio Douro corre de Este para Oeste num vale amplo e de vertentes muito inclinadas em que o desnível pode atingir os 600 m.
A Este abre-se o vale do Rio Paiva, com uma direcção NW/SE, inflectindo para uma direcção N/S antes de desaguar no Rio Douro. Trata-se de um vale amplo em forma de fundo de barco, com vertentes que descem gradualmente de 600 a 300-350 metros de altitude, cujo traçado meandrizado e o forte declive longitudinal conferem grande velocidade à circulação das águas do Paiva.,
Os vales de Santiago de Piães e o de São Cristóvão de Nogueira, drenados pelos ribeiros de Piães e de Sampaio, respectivamente, são pronunciados, pouco encaixados, seccionando as elevações alinhadas de NE/SW, de topo aplanado e alongados longitudinalmente (Castro Daire, 721 m e Gia, 800m) .
Com uma direcção NNE/SSW, corre o Rio Bestança. O seu vale apertado, rectilíneo e profundo, apresenta desníveis 300-400m, com uma extensão de cerca de 15 km. Paralelamente a este vale, surge o vale do Cabrum com uma orientação semelhante à do Bestança.
Observa-se um contraste entre áreas ribeirinhas junto ao Douro e ao Paiva onde predominam os fundos dos vales com menos de 50 metros e o interior do concelho com áreas serranas acima dos 1000 metros.
Nota-se um escalonamento das elevações à medida que se caminha para SE, com aumento de altitude, culminando na parte mais alta da Serra de Montemuro.
As duas grandes tendências que o relevo apresenta são, o progressivo aumento da altitude das margens do Douro para o interior e o escalonamento das elevações, sensivelmente de W para E.
A forte inclinação desde a serra até ao rio, e os afluentes que aí foram marcando os seus cursos, determinam um elevado número de encostas e vales que condicionam a lavoura desde o tempo dos Romanos. Com terras de grande extensão para regadio e pastoreio, as parcelas são, geralmente, divididas por lombadas de sequeiro e porções pedregosas.

### Clima
Devido à elevada variação de altitude, o concelho de Cinfães apresenta fortes contrastes térmicos e pluviométricos entre o vale do Douro e o topo da Serra de Montemuro. O clima da margem esquerda do vale do Rio Douro é, em geral, temperado: varia constantemente entre 0 °C. no limite do Inverno e 30 °C. no Verão, sendo moderado nas estações intercalares de Outono e Primavera. A cadeia montanhosa do Montemuro, com rigorosos Invernos de temperaturas negativas, aponta uma média anual de 12,5 °C. com ventos moderados em todas as estações. Pela quantidade de água absorvida durante o Inverno e épocas de chuva, o clima é geralmente húmido.

## Freguesias

Freguesias do município de Cinfães.

O município de Cinfães está dividido em 14 freguesias:
- Alhões, Bustelo, Gralheira e Ramires
- Cinfães
- Espadanedo
- Ferreiros de Tendais
- Fornelos
- Moimenta
- Nespereira
- Oliveira do Douro
- Santiago de Piães
- São Cristóvão de Nogueira
- Souselo
- Tarouquela
- Tendais
- Travanca

## Política

### Eleições autárquicas[9]
| Data | %     | V     | %       | V       | %            | V            | %       | V       | %              | V   | %              | V       | %              | V  | %   | V   | Participação |                |
| Data | PS    | PS    | CDS-PP  | CDS-PP  | FEPU/APU/CDU | FEPU/APU/CDU | PPD/PSD | PPD/PSD | PSN            | PSN | PSD-CDS        | PSD-CDS | BE             | BE | PPM | PPM | Participação |                |
| ---- | ----- | ----- | ------- | ------- | ------------ | ------------ | ------- | ------- | -------------- | --- | -------------- | ------- | -------------- | -- | --- | --- | ------------ | -------------- |
| Data | 1976  | 45,40 | 4       | 44,32   | 3            | 4,30         | -       |         |                |     |                |         |                |    |     |     |              | 56,28 / 100,00 |
| 1979 | 22,38 | 2     | 20,88   | 1       | 6,72         | -            | 45,46   | 4       | 66,13 / 100,00 |     |                |         |                |    |     |     |              |                |
| 1982 | 40,56 | 3     | 21,57   | 2       | 2,47         | -            | 30,88   | 2       | 59,44 / 100,00 |     |                |         |                |    |     |     |              |                |
| 1985 | 40,61 | 3     | 16,95   | 1       | 3,00         | -            | 35,92   | 3       | 60,29 / 100,00 |     |                |         |                |    |     |     |              |                |
| 1989 | 31,26 | 2     | 10,88   | 1       | 1,18         | -            | 52,63   | 4       | 60,99 / 100,00 |     |                |         |                |    |     |     |              |                |
| 1993 | 29,41 | 2     | 15,18   | 1       | 2,79         | -            | 43,72   | 4       | 5,04           | -   | 61,18 / 100,00 |         |                |    |     |     |              |                |
| 1997 | 35,65 | 3     | 25,90   | 2       | 2,24         | -            | 31,67   | 2       |                |     | 62,44 / 100,00 |         |                |    |     |     |              |                |
| 2001 | 44,15 | 4     | 9,54    | -       | 1,11         | -            | 42,25   | 3       | 68,91 / 100,00 |     |                |         |                |    |     |     |              |                |
| 2005 | 57,63 | 4     | PPD/PSD | PPD/PSD | 1,26         | -            | CDS-PP  | CDS-PP  | 36,24          | 3   | 1,34           | -       | 69,94 / 100,00 |    |     |     |              |                |
| 2009 | 60,85 | 5     | 6,19    | -       | 3,51         | -            | 26,56   | 2       |                |     |                |         | 67,58 / 100,00 |    |     |     |              |                |
| 2013 | 57,71 | 4     | PPD/PSD | PPD/PSD | 2,37         | -            | CDS-PP  | CDS-PP  | 36,52          | 3   | 66,69 / 100,00 |         |                |    |     |     |              |                |
| 2017 | 75,36 | 6     | PPD/PSD | PPD/PSD | 2,42         | -            | CDS-PP  | CDS-PP  | 18,04          | 1   | 65,50 / 100,00 |         |                |    |     |     |              |                |
| 2021 | 61,87 | 5     | PPD/PSD | PPD/PSD | 1,81         | -            | CDS-PP  | CDS-PP  | 32,77          | 2   | PSD-CDS        | PSD-CDS | 66,17 / 100,00 |    |     |     |              |                |

### Eleições legislativas
| Data | %     | %     | %     | %    | %     | %     | %        | %     | %    | %     | %    | %   | %       | % | %  | %  |
| Data | CDS   | PS    | PSD   | PCP  | UDP   | AD    | APU/ CDU | FRS   | PRD  | PSN   | BE   | PAN | PSD CDS | L | CH | IL |
| ---- | ----- | ----- | ----- | ---- | ----- | ----- | -------- | ----- | ---- | ----- | ---- | --- | ------- | - | -- | -- |
| 1976 | 38,03 | 24,78 | 24,46 | 1,85 | 1,00  |       |          |       |      |       |      |     |         |   |    |    |
| 1979 | AD    | 27,10 | AD    | APU  | 1,50  | 56,04 | 5,26     |       |      |       |      |     |         |   |    |    |
| 1980 | AD    | FRS   | AD    | APU  | 0,70  | 61,80 | 4,43     | 24,33 |      |       |      |     |         |   |    |    |
| 1983 | 20,06 | 37,42 | 28,85 | APU  | 0,54  |       | 4,57     |       |      |       |      |     |         |   |    |    |
| 1985 | 15,66 | 21,73 | 33,60 | APU  | 0,73  | 5,80  | 14,73    |       |      |       |      |     |         |   |    |    |
| 1987 | 4,76  | 20,36 | 62,65 | CDU  | 0,25  | 2,63  | 1,91     |       |      |       |      |     |         |   |    |    |
| 1991 | 3,86  | 20,22 | 68,51 | CDU  |       | 2,05  | 0,49     | 1,06  |      |       |      |     |         |   |    |    |
| 1995 | 7,44  | 43,55 | 42,91 | CDU  | 0,52  | 1,53  |          | 0,37  |      |       |      |     |         |   |    |    |
| 1999 | 8,23  | 48,02 | 36,59 | CDU  |       | 2,32  | 0,67     | 0,53  |      |       |      |     |         |   |    |    |
| 2002 | 9,05  | 38,46 | 47,55 | CDU  | 1,39  |       | 0,80     |       |      |       |      |     |         |   |    |    |
| 2005 | 7,50  | 50,58 | 33,26 | CDU  | 1,91  | 2,50  |          |       |      |       |      |     |         |   |    |    |
| 2009 | 12,51 | 47,57 | 27,91 | CDU  | 3,03  | 4,52  |          |       |      |       |      |     |         |   |    |    |
| 2011 | 10,87 | 38,86 | 39,92 | CDU  | 2,56  | 1,90  | 0,39     |       |      |       |      |     |         |   |    |    |
| 2015 | PSD   | 35,21 | CDS   | CDU  | 3,19  | 5,62  | 0,59     | 48,51 | 0,28 |       |      |     |         |   |    |    |
| 2019 | 4,95  | 47,68 | 28,93 | CDU  | 1,66  | 5,47  | 2,10     |       | 0,27 | 0,68  | 0,33 |     |         |   |    |    |
| 2022 | 1,34  | 52,64 | 32,39 | CDU  | 1,12  | 1,98  | 0,60     | 0,34  | 4,97 | 1,19  |      |     |         |   |    |    |
| 2024 | AD    | 36,43 | AD    | CDU  | 32,89 | 1,11  | 1,96     | 1,18  | 0,96 | 16,11 | 1,98 |     |         |   |    |    |

## Economia

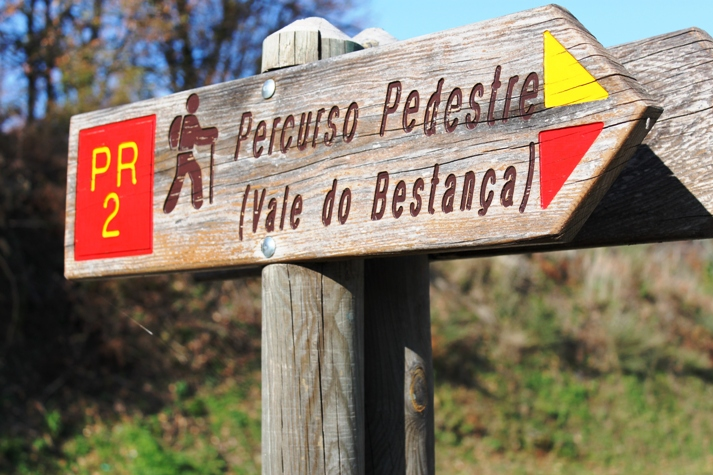
Bestança - Cinfães

O município de Cinfães, com origem rural e artesanal, está longe de uma cadeia de valor produtivo, apresentando baixos valores de mão-de-obra disponível para a produção de bens e serviços que potenciem o circuito económico. Desta, só cerca de 42% da população subsiste com rendimentos oriundos do seu trabalho sendo que os restantes são dependentes de rendimentos sociais e reformas/pensões.
No entanto, pela aptidão para o foco secundário, o município tinha, em 2003, cerca de 1500 empresas em laboração activa com vantagem para as vocações de comércio a retalho (623), construção civil (308), indústria de transformação (128) e hotelaria/restauração (114).
Como factor crítico de sucesso salienta-se a agro-pecuária com a raça arouquesa. Recentemente, surge o segmento turístico como oportunidade de negócio, designadamente ao nível da gastronomia e vinhos, turismo de natureza (Serra de Montemuro e Vale do Bestança) e turismo náutico (rio Douro), tendo por base a criação de meios complementares de restauração e alojamento, e empresas de desenvolvimento de actividades/desportos.

### Poder de compra
Dos 308 municípios do país os habitantes de Cinfães são os que têm menor poder de compra a nível nacional, de acordo com o estudo sobre o Poder de Compra Concelhio, relativo a 2013, do Instituto Nacional de Estatística.

## Informação Turística

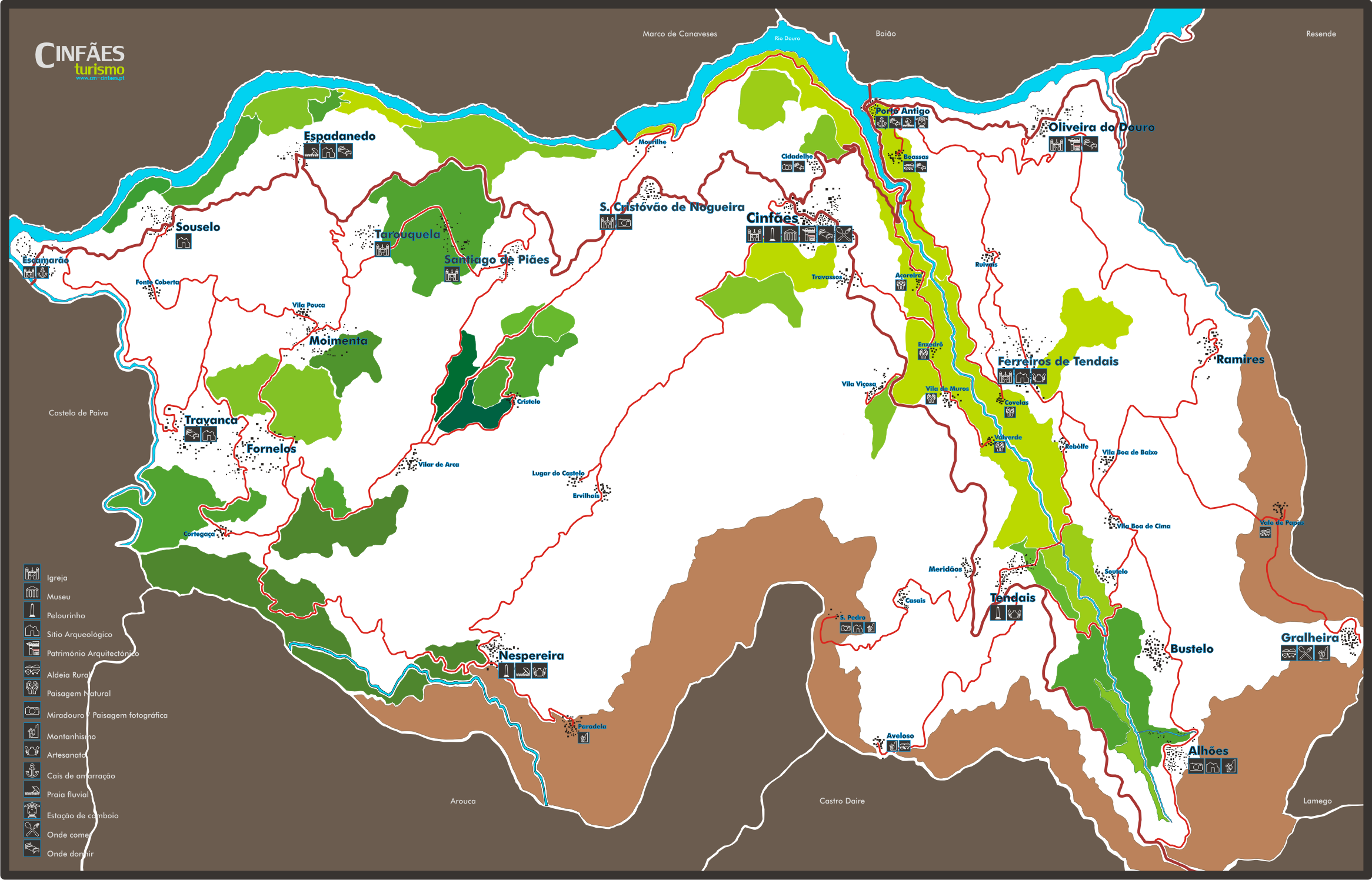
Mapa Turístico - Cinfães

Cinfães é de fundação multissecular tendo o primeiro Foral concedido por D. Manuel I, datado de 1 de Maio de 1513. Composto por uma parte serrana e outra ribeirinha, este concelho espraia-se pela vertente norte do dorso do Montemuro. A Serra de Montemuro e o vale do Rio Douro são dois eixos morfológicos determinantes, que conferem a este concelho características paisagísticas de inigualável beleza e diversidade.
A Serra de Montemuro proporciona o acolhimento único das aldeias culturais e tipicamente serranas, como é o caso de Vale de Papas, Bustelo da Lage, Aveloso e Gralheira (entre outras). O Pico do Talegre - elevação rochosa com marco geodésico, assume-se como o ponto mais alto do concelho que, com 1382m, se reveste de paisagens naturais únicas. No Inverno, a chuva abre caminhos serra abaixo, formando cascatas e lagos que, quando a temperatura é negativa, se tornam espelhos de gelo. A neve é também um ponto forte que transforma a paisagem, que sofre assim mutações durante as quatro estações do ano.
O vale do Bestança, que acompanha o Rio com o mesmo nome, exala genuinidade que se revela numa conservação perfeita de património natural, biodiversidade, ruralidade e etnografia inalterados pelo tempo. Os socalcos de pasto e cultura agrícola habilmente molados entre a paisagem, os moínhos de água empedrados, as pontes em madeira local e as casas de pedra com madeira sobreposta, são exemplares únicos da arquitectura popular e tradicional de Cinfães. Neste Vale, repleto de quedas de água e paisagens de inigualável beleza, existe também uma elevada quantidade de vestígios medievais e calçadas pré-romanas que delimitam as rotas e troços pedestres com vocação natural.
Além da caça e pesca como actividades de lazer e ocupação do ócio, Cinfães oferece ainda fantásticas condições para práctica náutica de recreio e competição, sobretudo pela perfeita disposição da Albufeira do Carrapatelo e respectivos pontos de acostagem e amarração: Porto Antigo e Escamarão.
Por tudo o que lhe está associado, Cinfães é, como diz o poeta, "a amena região onde em favores os Deuses se esmeram…". (João Saraiva).

### Rio Bestança

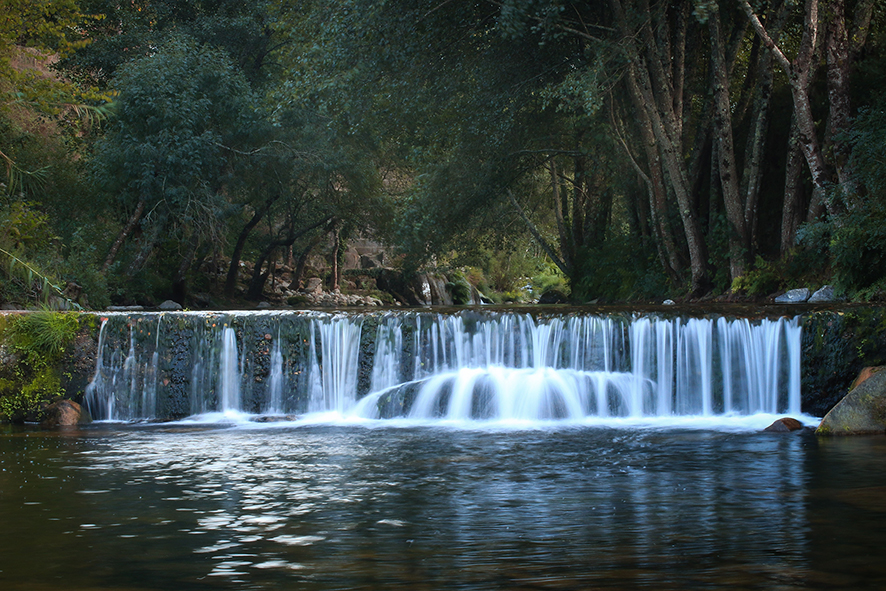
Rio Bestança - Cinfães

O rio Bestança é um dos maiores exemplos naturais das nossas gerações. Como elemento puro e sem qualquer acção humana que o altere, associa plenamente as suas características naturais aos momentos marcantes da fruição do homem, minimizados a rotas de transumância do gado e aproveitamento da força motriz da água para farinhas e fermentos.
A bacia hidrográfica está representada nas cartas 136 e 146 dos Serviços Cartográficos do Exército, enquadrada, na sua totalidade, na área administrativa do Município de Cinfães. Nasce nas Portas do Montemuro, a uma cota de 1229 metros de altitude e corre por encostas e socalcos durante uma distância de cerca de 13,5 km até desaguar nos 100 metros em Porto Antigo, como afluente do rio Douro.

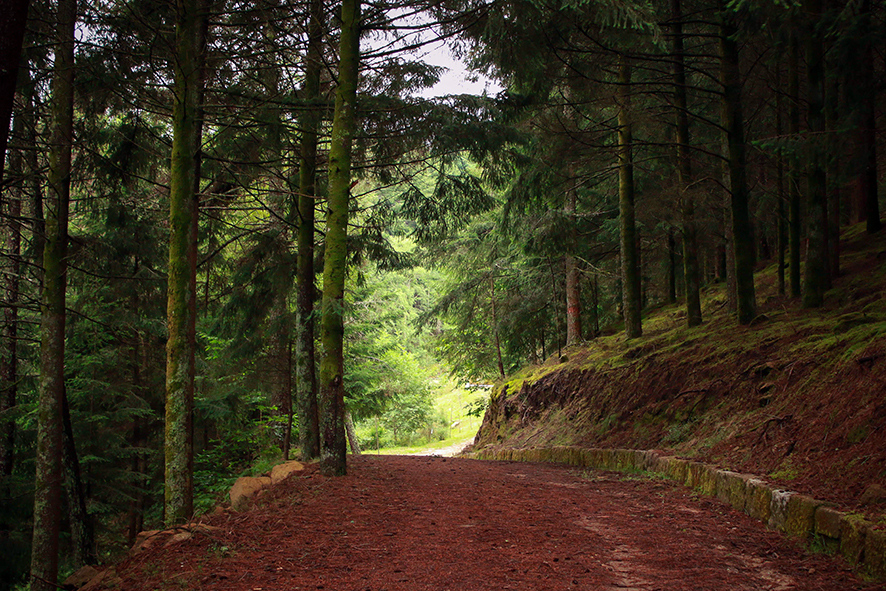
Parque do Ladário - Floresta de Cinfães

A abundância de águas dos cursos afluentes, propiciada pelo substrato granítico de todo o vale, imprime uma tonalidade verde natural a todas as margens, habilmente moldadas em socalcos de pasto que transmitem uma riqueza paisagística de enorme valor e potencial atractivo.
É por toda a potencialidade e riqueza do vale, que o curso do rio Bestança é repleto de vestígios de ocupação dos povos medievais e pré-medievais que, sem qualquer prejuízo para o elemento verde e natural que agora predomina, aqui se instalaram durante muitos anos.

## Património

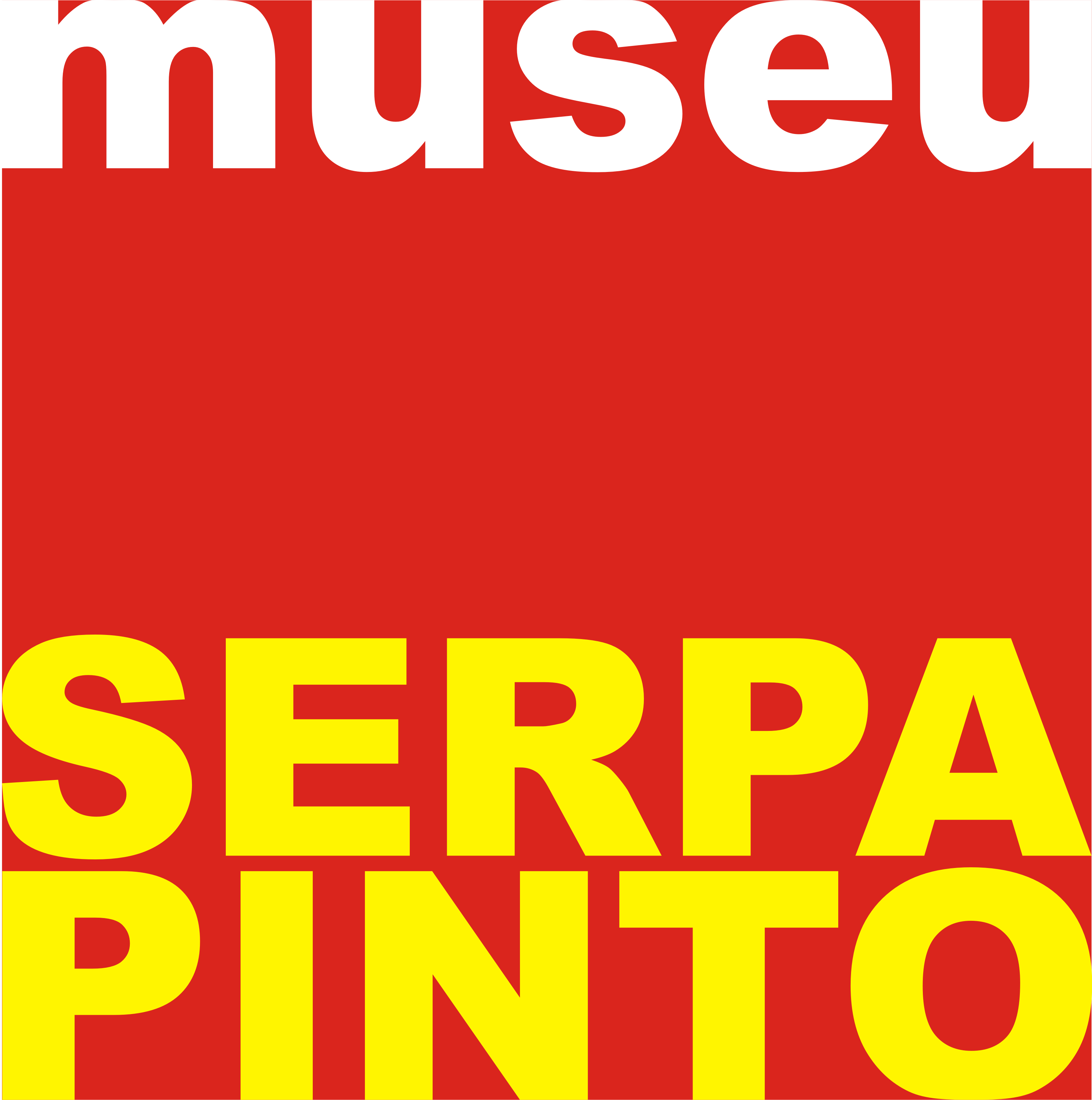
Museu Serpa Pinto

### Museu Serpa Pinto
Situado numa das zonas mais antigas da vila, na envolvente ao jardim com o nome do ilustre explorador cinfanense, foi inaugurado a 20 de Abril de 2000 e tem contribuído para uma nova dinâmica cultural. O edifício onde funciona actualmente o "Museu Serpa Pinto" - habitação primária do próprio explorador, não teve uma construção de raiz que permitisse elaborar estruturas de cariz museológico. Como tal, o espaço foi reedificado e reorganizado de modo a ser possível criar um museu de conservação, promoção e pesquisa, dentro das dimensões já existentes.
Das exposições patentes, o visitante pode apreciar algum do mais importante espólio que pertenceu ao intrépido explorador cinfanense - Serpa Pinto, como exemplares das primeiras edições dos seus livros (eBook), telegramas, objectos pessoais e profissionais, reproduções dos uniformes, etc.; o acervo arqueológico resultante de escavações e investigações realizadas em algumas freguesias do concelho e respeitantes a vestigios da época da expansão do Império Romano; e o legado oriental gentilmente cedido pelo casal cinfanense: Maria Amélia e Isidro Teixeira.

Além destas, funciona no Museu Serpa Pinto, temporariamente, o Posto de Turismo, para promoção e qualquer tipo de informação, bem como a Loja de Artesanato local orientada para o turista e/ou visitante.

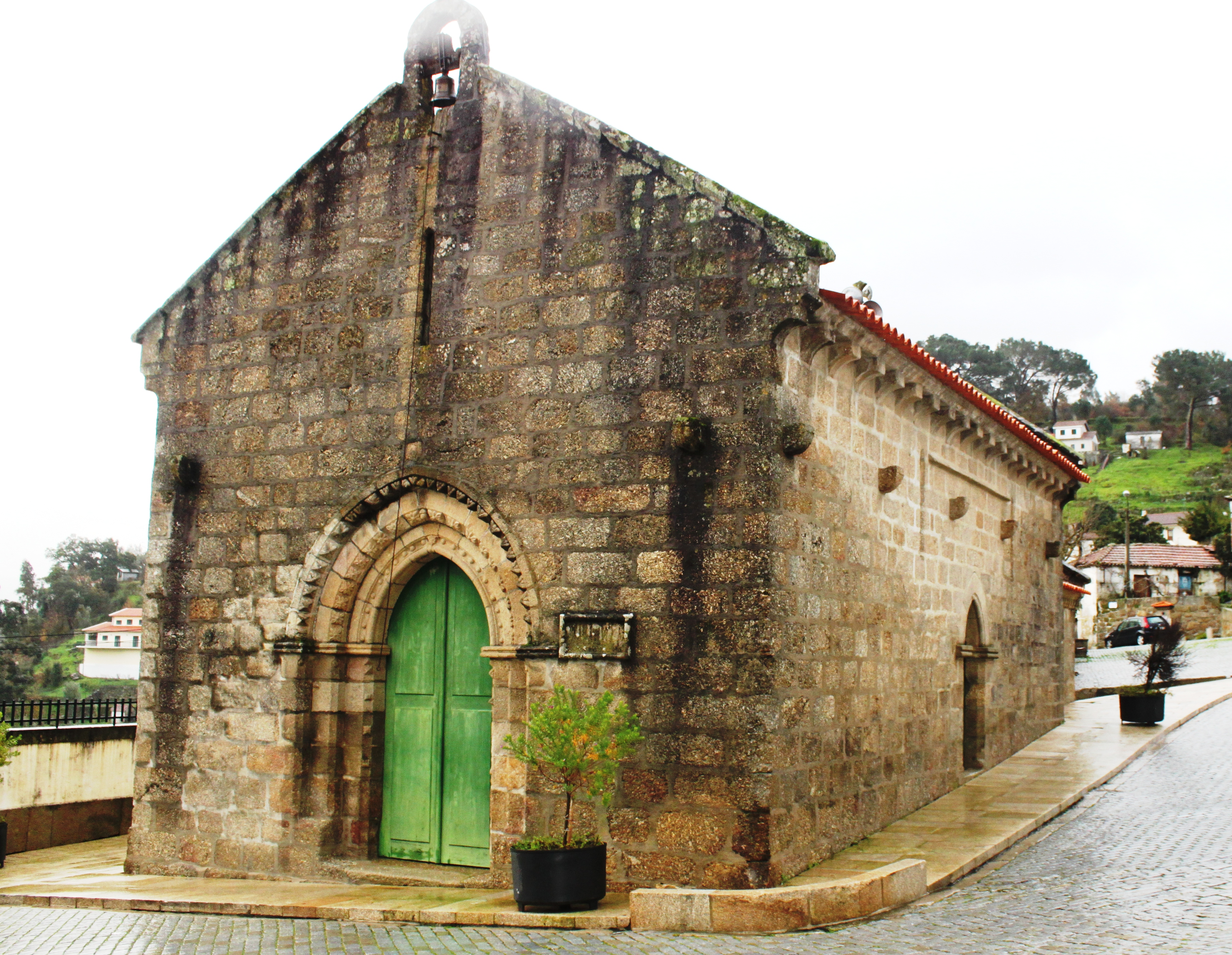
Igreja de Escamarão, Souselo - Cinfães

### Igreja Românica de Escamarão
A Igreja de Nossa Senhora da Natividade em Escamarão situa-se na freguesia de Souselo, que fora nos tempos da época medieval um dos mais importantes Coutos da região.
A Igreja, de estilo Românico e completamente empedrada, foi edificada no local onde existiu um convento dos Cónegos Regtrantes de Santo Agostinho, fundado por volta de 1150. Construída na forma do século XII, possui uma planta longitudinal, composta pela justaposição dos rectângulos da nave e da capela-mor. Tem volumes articulados e disposição horizontal das massas, sendo as coberturas diferenciadas de telhados de uma e duas águas.
A Fachada principal tem um portal de acesso de arco apontado com arquivoltas decoradas com flores estilizadas e esferas, apoiadas em impostas, fresta central, mísulas e arco a pleno centro vazado portante de sino. No lado norte da igreja existe um embassamento para nivelamento do piso, duas frestas, uma cachorrada e cornija. Em plano mais recuado, o corpo da nave, composto por rosácea e de recorte angular que a mesmo nível da cachorrada lateral limita o recorte da fachada principal. No lado Sul, o portal de arco é apontado e assente em impostas, mísulas, cachorrada e cornija, estando o corpo da capela-mor também em plano mais recuado composto por fresta, cachorrada e cornija.

### Igreja Românica de Tarouquela

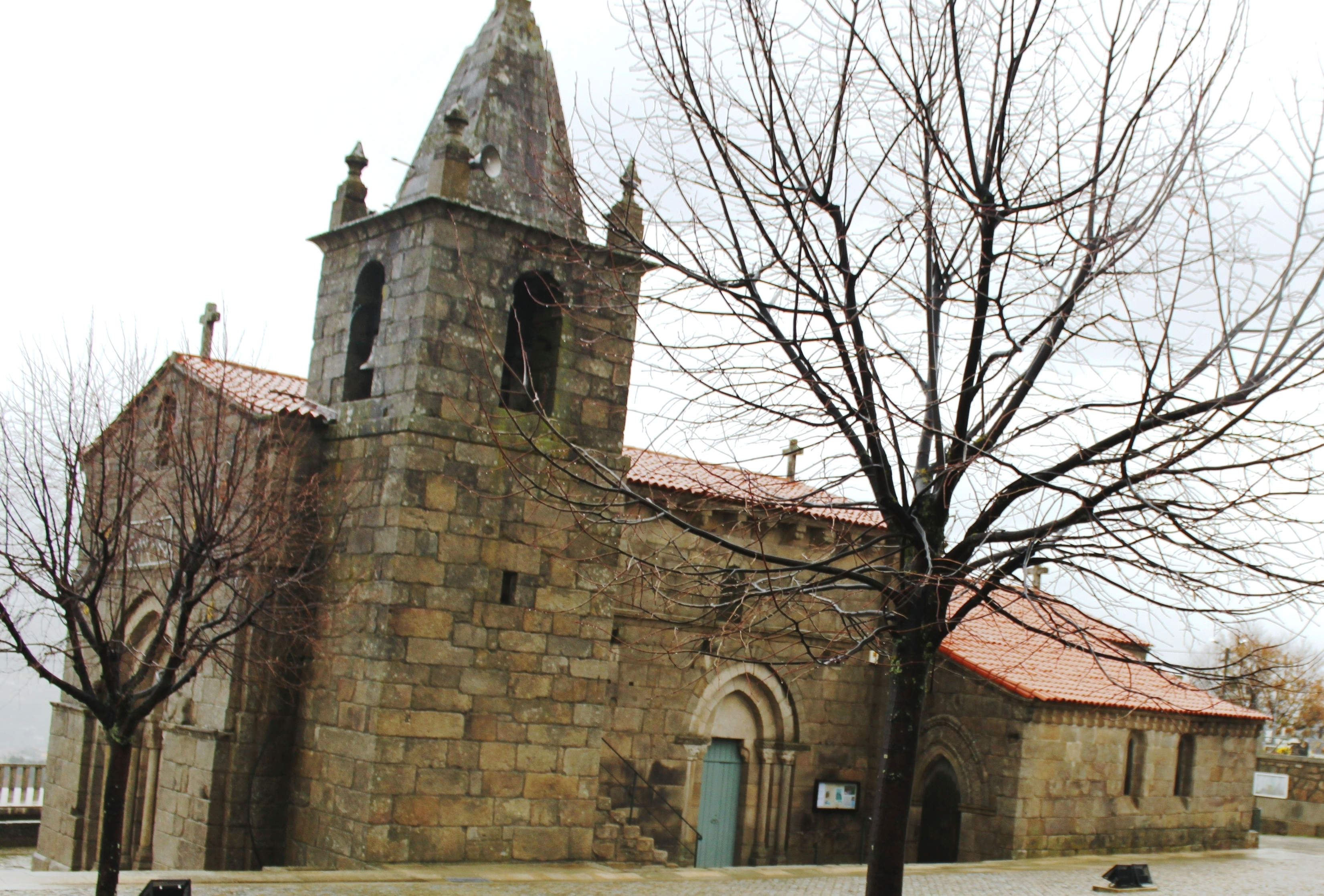
Igreja de Tarouquela - Cinfães

A Igreja de Tarouquela, de estilo Românico e completamente empedrada tem origem nos séculos XII e XIII, mas também se pode inserir no século XVII, por ter sido modificada e remodelada durante esse período. A Igreja apresenta uma planta longitudinal composta e irregular de volumes articulados – nave única, torre sineira, capela-mor e capela adossada ao lado esquerdo da capela-mor. A fachada principal possui um pórtico de arco apontado, seis colunelos com capitéis insculpidos e três arquivoltas. Nas laterais, a igreja tem a torre sineira cega e campanário com arco a pleno centro, com remate em cornija, pináculos e cobertura em pirâmide coroada por bola e cruz metálica.
O corpo da capela-mor possui um friso decorado, duas fenestrações de arco apontado, cachorros portantes da cornija, e um existindo óculo polilobado no corpo da capela lateral. O lado sul é marcado pelo corpo da torre sineira e escadaria de acesso. O pórtico lateral tem arco apontado e tímpano, um friso e duas fenestrações de arco apontado sendo a cornija suportada por uma cachorrada. A frontaria nasce do contraforte do cruzeiro sendo rasgada por uma porta ogival de toros e meias canas nas arquivoltas internas. Os modilhões da cornija são decorados com motivos, fito e zoomórficos.

### Igreja de São Cristóvão de Nogueira

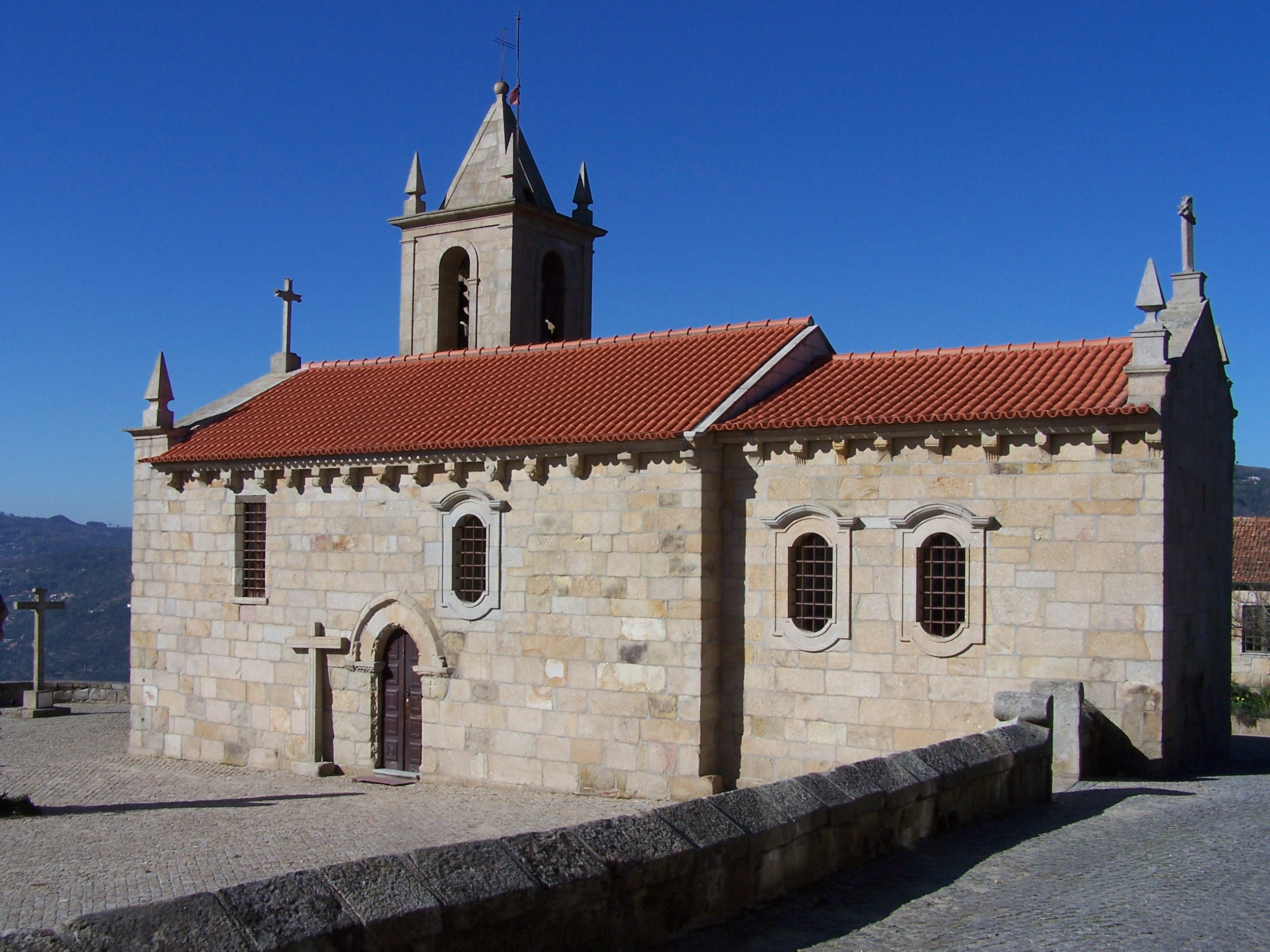
Igreja de São Cristóvão - Cinfães

A Igreja de São Cristóvão de Nogueira, tardo-românica é mencionada nas memórias paroquiais de 1748, nada de empírico se conhecendo em data anterior. Com traça de raiz e origens medievais, este templo foi reformado nos períodos maneirista e barroco.
É composto por nave única com coro alto e capela-mor, mais baixa e estreita, e tem uma torre com pináculos e coruchéu. À boa maneira medieval, apresenta muros espessos e poucas aberturas de luz, portais e arcos apontados assentes em impostas salientes com arquivoltas ornadas por esfera e cachorradas, e modilhões de decoração antropomórfica e zoomórfica.
No interior da cabeceira há vestígios de uma construção anterior, desaparecida com a reedificação da capela-mor no século XVIII, e no muro do alçado norte está embutido um friso de decoração geométrica - possivelmente da igreja primitiva que lhe deu origem.
No exterior, junto ao portal sul, está um cruzeiro. No interior, pode admirar-se tectos de caixotões de madeira com cenas hagiográficas e altares de talha dourada dos estilos nacionais e rococó.

### Castro das Coroas

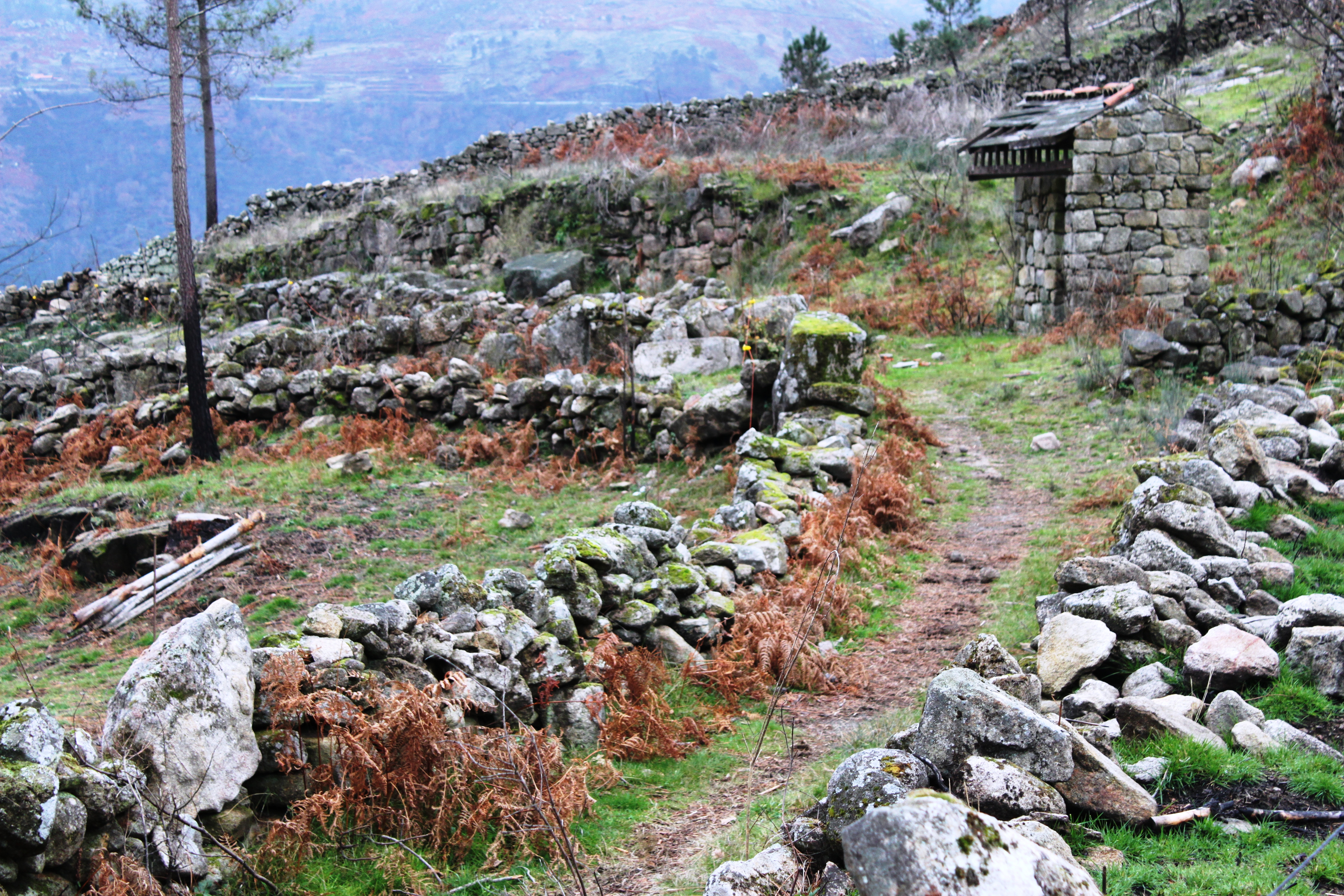
Castro das Coroas - Cinfães

O Castro das Coroas foi um povoado fortificado cuja ocupação pode remontar à Idade do Bronze. Como aliás era característica a sua implantação em pontos altos e estratégicos, foi edificado num outeiro sobranceiro à margem direita do rio Bestança. Intensamente romanizado durante o século I D.C., conserva ainda um conjunto de torreões e as quatro linhas de muralha, sendo que a segunda e a terceira são em aparelho poligonal.
A estação arqueológica abrange uma área de relativa amplitude, com cerca de seis hectares e no prímetro do espaço, repleto de elementos medievais, encontram-se ainda algumas gravuras rupestres, um forno cerâmico e duas furnas abertas nas rochas.
No espaço intra-muros, ou seja, dentro das muralhas internas, desenvolveram-se as áreas habitacionais e quotidianas. É aqui, no centro da edificação, que se encontram ainda alguns elementos infra-estruturais de configuração rectangular simples e de reduzidas dimensões que seriam não mais que pequenos abrigos para intempéries.

### Muralha das Portas do Montemuro

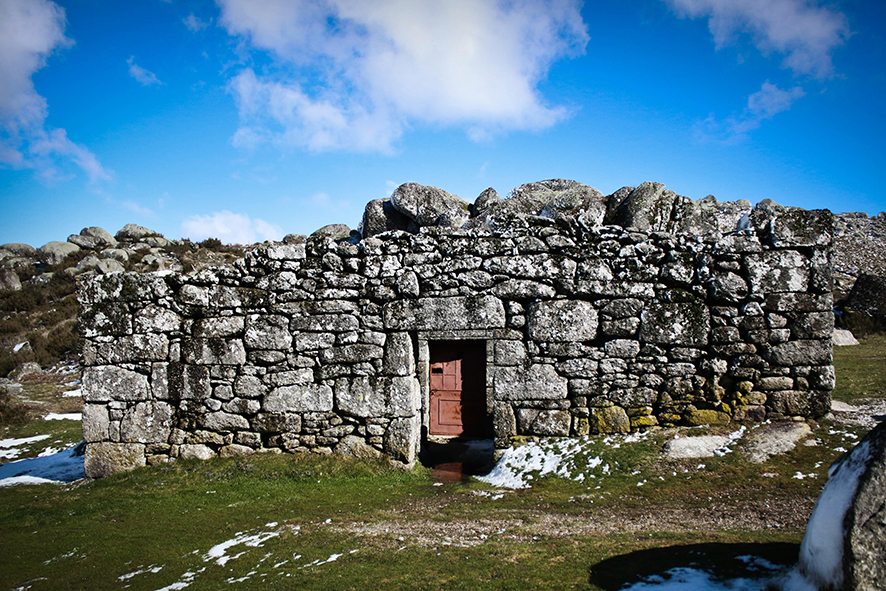
Muralha das Portas - Cinfães

Na zona de cumeada da serra de Montemuro onde nasce o rio Bestança, junto ao local denominado pelas várias gerações de "Portas", apresenta-se uma gigantesca e estranha muralha empedrada com uma ocupação de cerca de cinco hectares por entre as rochas da montanha, com várias edificações dispersas.
Muito se tem dito sobre esta construção e outras similares que sugem nas imediações, mas desconhece-se com rigor a função e cronologia do espaço e envolvente, restando as várias teorias que tentam justificar a sua existência.
Entre elas, diz-se que o espaço - associado à transumância do gado por calçada de pedra que passa nas imediações, serviria para protecção do gado no surgimento de ataques selvagens, invasões humanas ou de intempéries imprevistas.
Outra das hipóteses aponta para uma marca de território a funcionar como portagem ou alfândega entre dois espaços divergentes.
À parte as teorias, não foram, até à data e em pequenas intervenções de emergência, encontrados vestigios arqueológicos na área, nem se conhecem quaisquer registos destas estruturas.

## Bandas filarmónicas
Existem as seguintes bandas filarmónicas no município de Cinfães:
- Banda de Música da Casa de Povo de Ferreiros;
- Associação Filarmónica Cultural Recreativa e Desportiva de Tarouquela;
- Centro Recreativo e Cultural de Nespereira – Banda Marcial;
- Sociedade Artística Musical de Cinfães – Banda Marcial ;
- Associação Cultural e Recreativa de Santiago de Piães - Banda Filarmónica

## Eventos

### Festas de S. João

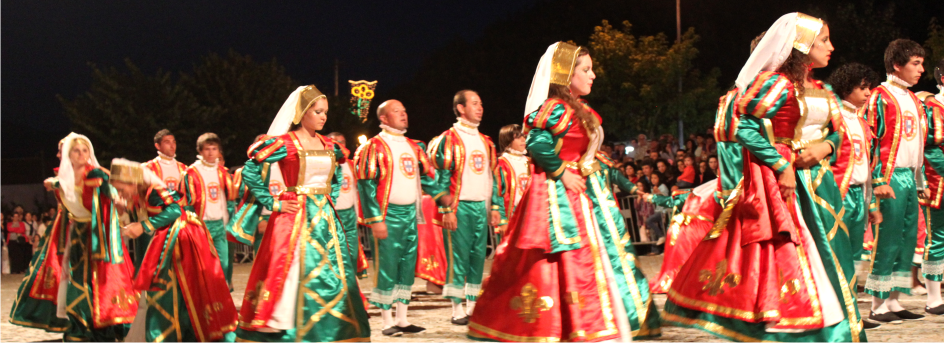
Marchas de S. João - Cinfães

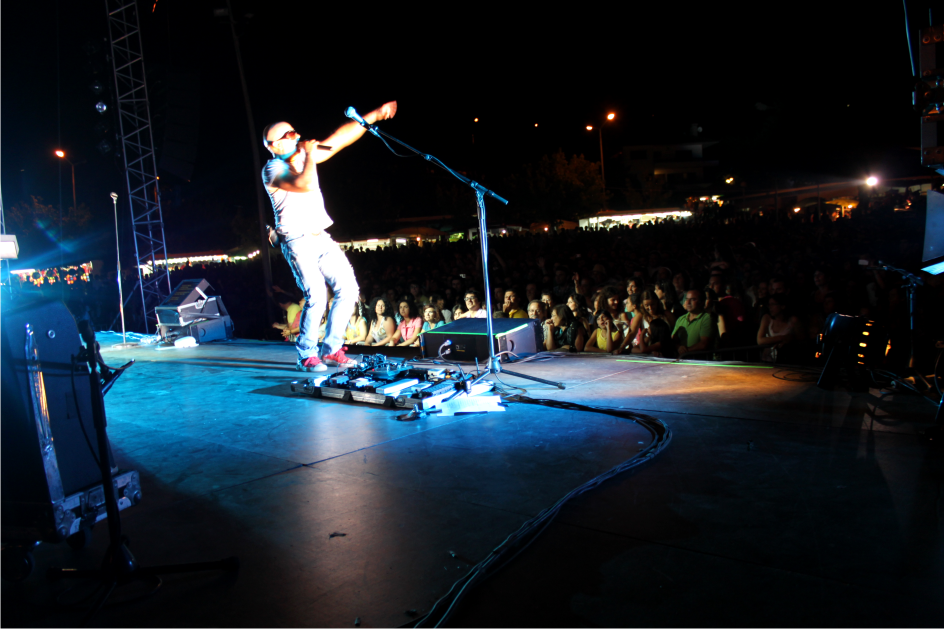
Espectáculo musical de S. João - Cinfães

A Câmara Municipal de Cinfães vem assumindo, anualmente, a organização das festas do concelho em honra do padroeiro S. João Baptista.
Durante os dias que antecedem as festividades, a autarquia prepara um programa, normalmente arrojado, com a presença de vários dos melhores artistas nacionais, o que, durante quatro dias, dá à Vila um movimento e colorido desusados, com os milhares de pessoas, entre habitantes, visitantes e turistas que se ali se circulam, atraídos pelos vários eventos do cartaz, que já que se tornou ano após ano, muito divulgado e apreciado.
Os festejos, que são já uma referência na região, têm o ponto alto na noite de 22 para 23 de Junho, com o tradicional desfile das marchas populares que conta, normalmente, com a participação de cinco freguesias do Concelho, escolhidas aleatoriamente em cada ano. Cada uma delas, incorpora uma temática à sua escolha, desfilando uma coreografia para os espectadores presentes nas ruas da Vila.
À animação cultural promovida pela autarquia, juntam-se os festejos tradicionalmente de evocação religiosa ao santo padroeiro - S. João Baptista, como a celebração da missa solene muito participada e rica, a majestosa procissão; a cascata sanjoanina, a largada de balões, o espectáculo pirotécnico bem como os tradicionais grelhados de carne e peixe, que tão bem animam as ruas da Vila, completam o leque das festividades.
A crescente participação de público de fora do concelho tem sido, cada vez mais, um factor que reforça a ideia de aposta conjunta numa acção que tem vindo a revelar-se de forte poder atractivo, marcado pela genuinidade, pela qualidade e pela variedade das tradições que melhor  caracterizam Cinfães e o seu concelho e que ali se vivenciam durante uma semana.

### Expo Montemuro

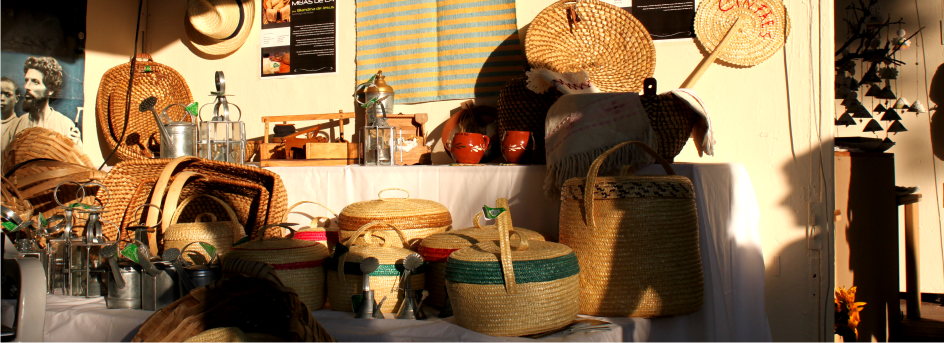
Expo Montemuro - Cinfães

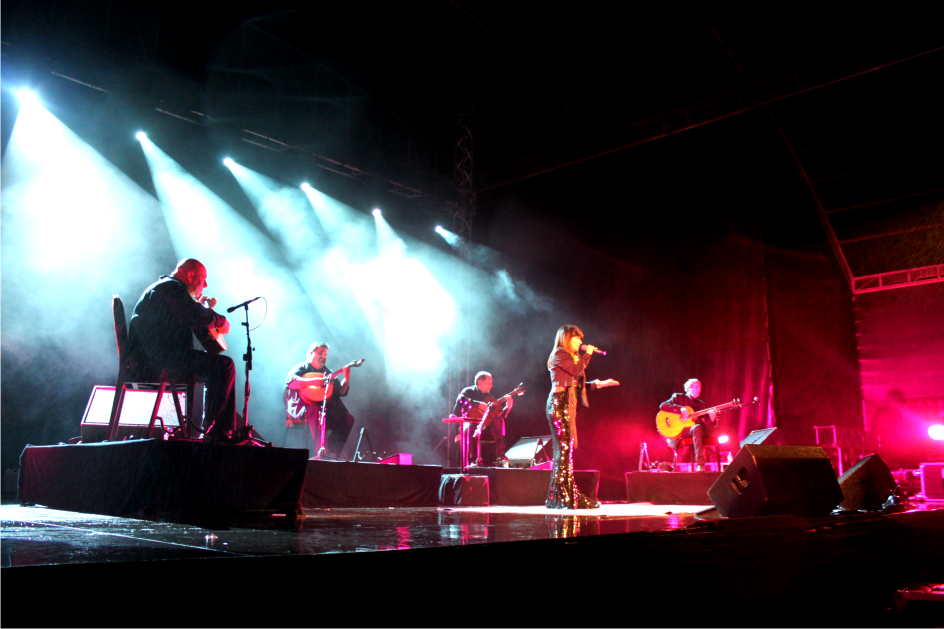
Expo Montemuro - Cinfães

As vertentes que mais se destacam e que mais enriquecem o cartão de visita de Cinfães são, sem dúvida, o artesanato e a gastronomia regional.
Na gastronomia, a posta arouquesa, o arroz de aba, o cabrito assado no forno de lenha, os torresmos, o arroz de lampreia, são algumas das inúmeras ofertas que se regam com o famoso vinho verde de Cinfães.
Já na doçaria tradicional, é obrigatório provar os doces de manteiga (matulos), a sopa seca, os formigos, e as falachas de castanha pilada.
No artesanato, destaque para a cestaria, chapelaria, latoaria e burel, e referência também para a tecelagem: de linho e lã, entre outros de semelhante valor.
Tudo isto pode ser apreciado e aproveitado ao longo do ano, especialmente no Verão, aquando da Expo Montemuro, antiga feira do Vinho do Artesanato e da Gastronomia de Cinfães que tinha 22 anos e que por motivos políticos mudou de nome no ano de 2014, tornando-a menos tradicional.
Um evento gastronómico e de mostra artesanal, com infindáveis valências de restauração e animação, e onde qualquer grupo ou família pode experimentar os mais diversos pratos locais – a cargo de restaurantes de excelência, e degustar o vinho verde da região - pela orientação dos produtores locais.

## Geminações
A vila de Cinfães está geminada com a seguinte cidade:
- São Filipe, Ilha do Fogo, Cabo Verde